# Tuatha de Danann (zespół muzyczny)
Tuatha de Danann – zespół muzyczny z Brazylii grający folk metal.

## Skład zespołu

### Obecni członkowie
- Bruno Maia – śpiew, flet, gitara
- Rodrigo Berne – gitara, śpiew
- Giovani Gomes – gitara basowa, śpiew
- Rodrigo Abreu – perkusja
- Edgard Britto – instrumenty klawiszowe

### Byli członkowie
- Leonardo Godtfriedt – instrumenty klawiszowe, skrzypce
- Rafael Castro – instrumenty klawiszowe, pianino

## Dyskografia
- Tuatha de Danann (1999, demo)
- Tingaralatingadun (2001)
- The Delirium Has just Began... (2002)
- Trova di Danú (2004)